# Aureliano Fernández-Guerra

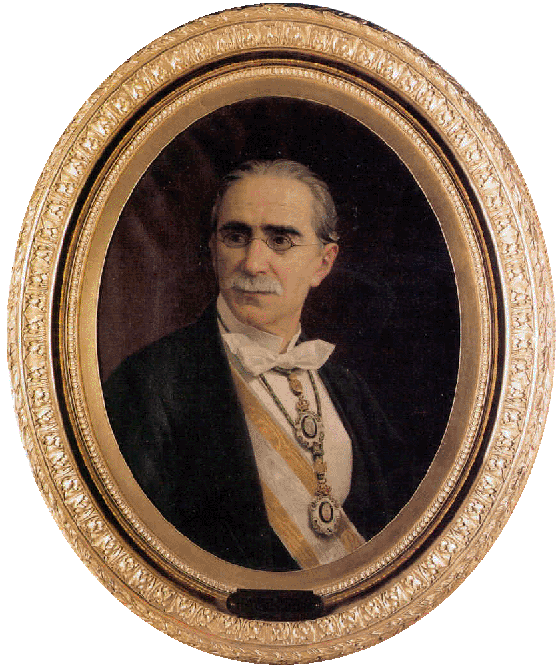
Aureliano Fernández Guerra

Aureliano Fernández-Guerra y Orbe (* 16. Juni 1816 in Pinar del Valle, Provinz Granada; † 7. September 1894 in Madrid) war ein spanischer Historiker, Antiquar und Schriftsteller.

## Leben
Fernández-Guerra war der ältere Bruder des Schriftstellers Luis Fernández-Guerra y Orbe (* 11. April 1818; † 1890). Sie waren Söhne des Anwalts José Fernández-Guerra (12. Februar 1791–9. Mai 1846), der in der Königlichen Kanzlei von Granada und als Professor für Geschichte, Numismatik und Antiquitäten an der Universität tätig war. Ihre Mutter war Francisca de Paula Orbe de la Plata. Der Vater war auch Schriftsteller und verbot ihnen in ihrer Kindheit und frühen Jugend die französische Sprache zu verwenden. Stattdessen gab er ihm die Werke Ciceros und der Schriftsteller des sechzehnten Jahrhunderts zur Lektüre. Dadurch beherrschte er bald die lateinische Sprache, und es fiel ihm leicht, auch jene Sprachen zu verstehen, die davon abgeleitet sind. Er wurde, trotz der Abneigung des Vaters gegen die französische Sprache, ab 1825 am „Colegio de corte afrancesado“ in Madrid erzogen. Später studierte er Geisteswissenschaften, Philosophie und Jurisprudenz in Granada. Dort wohnte er bei Juan de Cueto y Herrera, der sein Interesse für Geschichte und Geografie weckte. An der Universität von Granada absolvierte er sein Jurastudium und trat 1840 in das Anwaltskollegium ein. Dort wurde er Professor der Geschichte und Literatur. Er erhielt später den Lehrstuhl für auswärtige Literaturen an der Universität zu Madrid. Dort bekleidete er gleichzeitig hohe Stellen im Justiz- und Kultusministerium und wurde 1856 zum Mitglied der „Academia de la Historia“ ernannt. 1857 wurde er in die spanische Akademie aufgenommen und schließlich zu deren lebenslangem Sekretär erwählt. Fernández-Guerra wurde dort erster Bibliothekar und zugleich Nationalantiquar.
Er zählt zu den fruchtbarsten Schriftstellern Spaniens. Er verfasste Werke als Lyriker, Historiker, Dramatiker und Kritiker. Seine Stücke wurden für die „kräftige Charakteristik, dramatische Lebhaftigkeit und schöne Sprache“ gelobt. Großes Ansehen erwarb er sich durch seine historisch-geographischen Karten des antiken Spaniens sowie archäologische und historische Monographien. Zu seinen lyrischen Dichtungen zählen die Oden und Romanzen (1842–1868). Bekannt wurde er in der wissenschaftlichen Welt durch seine kritische Ausgabe der Werke von Francisco de Quevedo (Obras de D. Francisco de Quevedo Villegas. 2 Bände, Rivadeneira, Madrid 1852 und 1859), die neben einer Biographie desselben auch erläuternde Anmerkungen enthält.
Fernández-Guerra blieb unverheiratet, sein Bruder Luis heiratete Carmen Valverde Orozco, († 1890) und hatte mit ihr eine Tochter Maria del Carmen Fernández-Guerra y Valverde († 1927), die mit Luis Valdés y Alberti († 1930) verheiratet war.

## Mitgliedschaften
- Ehrenamtlicher Direktor am Archäologischen Institut in Berlin und Mitglied des Archäologischen Instituts in Rom
- Seit dem 30. Mai 1861 war er auswärtiges korrespondierendes Mitglied der philosophisch-historischen Klasse[5] der Königlich-Preußischen Akademie der Wissenschaften in Berlin.[6]

## Werke
- Sobre la conjuracion de Venecia en 1618. Madrid 1856.
- La vida y las obras de F. de la Torre. Madrid 1857 (archive.org).
- Obras de D. Francisco de Quevedo Villegas. 2 Bände, Rivadeneira, Madrid 1852 und 1859 (archive.org, archive.org).
- Itinerarios de la España romana. 1862.
- Historia de la orden de Calatrava. 1864.
- El fuero de Avilés. Madrid 1865 (archive.org).
- Mundo Pompeyano. 1866.
- El rey Don Pedro de Castilla. 1868.
- Don Rodrigo y la Cava. 1877.
- Cantabria. 1878.
- Deitania. 1879.
- Cervantes esclavo y cantor del Sacramento. Valladolid 1882.

Theaterstücke
- La peña de los enamorados. (Drama in fünf Akten, ‚Der Felsen der Liebenden‘), Uraufführung am 31. Oktober 1839 im Theater von Granada.
- La hija de Cervantes. (Drama in vier Akten und einem Prolog, ‚Die Tochter von Cervantes‘), aufgeführt am 20. Februar 1840 im Theater von Granada.
- Alonso Cano ó La torre del oro. (Drama in vier Akten, ‚Alonso Cano oder der goldene Turm.‘), aufgeführt am 5. Februar 1842 im Theater von Granada und später auch mehrmals in Madrid. (archive.org).
- mit Manuel Tamayo y Baus: La Ricahembra. (Historisches Drama in vier Akten, ‚Die reiche Frau‘), uraufgeführt am 20. April 1854 im spanischen Theater in Madrid. (archive.org).